# Кавказский 1-й стрелковый полк
1-й Кавказский стрелковый полк (до 1910 — батальон) — пехотная воинская часть Русской императорской армии. С 1870 года входил в состав 1-й Кавказской Стрелковой бригады (с 1915 г. дивизии).

## История полка (батальона)
Сформирован 10 июля 1837 г. в Гельсингфорсе как 1-й стрелковый батальон.
14 ноября 1843 — отправлен на Кавказ и переименован в Кавказский стрелковый батальон.
В 1845—1864 участвовал в подавлении Кавказской войне.
В 1853 развернут в полк. Принимал участие в Крымской войне.
В 1855 году участвовал в штурме Карса.
6 декабря 1856 г снова приведен в батальонный состав и назван Кавказским гренадерским стрелковым батальоном.
13 октября 1863 г. — великий князь Михаил Николаевич назначен шефом, и батальон назван Кавказским Гренадерским Стрелковым Его Императорского Высочества Великого Князя Михаила Николаевича.
31 августа 1870 г. — назван 1-м Кавказским стрелковым Его Императорского Высочества великого князя Михаила Николаевича батальоном.
В 1877 году участвовал в штурме Карса.
30 декабря 1909 г. — назван 11-м Кавказским стрелковым генерал-фельдмаршала великого князя Михаила Николаевича батальоном.
К 1 сентября 1910 — переформирован в полк двухбатальонного состава и назван 1-й стрелковый Кавказский генерал-фельдмаршала великого князя Михаила Николаевича полк.
В 1915 полк приведен в четырехбатальонный состав.
С 1917 — 1-й Кавказский стрелковый полк.
Полковой праздник — 10 июля.
Полк был расформирован 16 марта 1918 года наряду с другими частями 1-й Кавказской стрелковой дивизии.

## Командиры
- 25.07.1837 — 25.05.1843[2] — майор (с 21.05.1840 подполковник) Тунеберг, Юстиний Иванович
- 10.06.1843 — 01.11.1843 — временный командующий майор Эренкрейц, Тимофей Филиппович
- 04.08.1843 — 13.01.1846 — подполковник Кинович, Павел Петрович
- 13.01.1846 — 08.05.1848[3] — подполковник Кривоносов, Антон Фёдорович
- 08.05.1848 — 30.08.1848 — временный командующий майор Араратский
- 24.06.1848 — 02.04.1853 — майор (затем подполковник) Прежевский, Фёдор Григорьевич
- 02.04.1853 — 17.09.1855[4] — майор (с 19.11.1853 подполковник, с 03.03.1854 полковник) Лузанов, Константин Харитонович
- 15.10.1855[5] — 22.07.1861 — полковник Фрейганг, Александр Васильевич
- 29.07.1861 — 12.12.1863 — полковник Виберг, Александр Карлович
- 21.12.1863 — 06.03.1868 — подполковник (с 01.09.1865 полковник) Комаров, Константин Виссарионович
- 27.03.1868 — 03.12.1876 — майор (с 28.11.1870 подполковник, с 14.07.1874 полковник) Толстой, Александр Николаевич
- 08.12.1876 — 29.01.1879 — подполковник князь Барятинский, Александр Анатольевич
- 04.02.1879 — 19.07.1889 — подполковник (с 15.12.1881 полковник) барон Зальца, Антон Егорович
- 31.07.1889 — 07.04.1897 — подполковник (с 17.07.1890 полковник) Левестам, Михаил Юльевич
- 25.04.1897 — 28.11.1899 — полковник Сагинов, Ростом Иванович
- 29.11.1899 — 05.05.1901 — полковник Кайзеров, Александр Лукич
- 05.05.1901 — 26.03.1904 — полковник Габаев, Василий Давидович
- 02.05.1904 — 21.08.1906 — полковник Гаранин, Михаил Матвеевич
- 11.09.1906 — 04.04.1908 — полковник Колье, Владимир Никитич
- 04.04.1908 — 26.04.1915 — полковник (с 31.12.1914 генерал-майор) Чаплин, Виктор Викторович
- 20.05.1915 — 08.07.1916 — полковник Евреинов, Константин Леонидович
- 08.07.1916 — 20.09.1917 — полковник Морозов, Николай Аполлонович
- 09.10.1917 — хх.хх.хххх — полковник Левестам, Владимир Михайлович

## Знаки отличия полка
1. Георгиевское полковое знамя с надписью «За походъ въ Анди въ Іюнъ и въ Дарго въ Іюлъ 1845 г. и за отличіе въ сраженіи при Кюрукъ-Дара 24 Іюля 1854 г.»
2. Петлицы на мундиры штаб- и обер-офицеров за оказанные подвиги в Турецкую войну 1877 и 1878 гг.
3. Знаки нагрудные для офицеров и головные для нижних чинов с надписью: «За отличіе при покореніи Западного Кавказа въ 1864 году» (в 1-м батальоне полка)
4. Георгиевские серебряные сигнальные рожки с надписью: «За взятіе Карса 6 Ноября 1877 года» (в 1-м батальоне полка)